# حمام قاضی مرند
حمام قاضی مرند مربوط به دوره قاجار است و در مرند، خیابان قیام، روبروی مسجد قیام واقع شده و این اثر در تاریخ ۱۳ خرداد ۱۳۸۶ با شمارهٔ ثبت ۱۹۲۰۵ به‌عنوان یکی از آثار ملی ایران به ثبت رسیده است.